# Sankanje na Zimskih olimpijskih igrah 1968
Sankanje na Zimskih olimpijskih igrah 1968.

## Dobitniki medalj

### Moški
| Tekma  | Zlato                                                     | Srebro                                  | Bron                                                     |
| Enosed | Manfred Schmid                                            | Thomas Köhler                           | Klaus Bonsack                                            |
| Dvosed | Nemška demokratična republika Klaus Bonsack Thomas Köhler | Avstrija · Manfred Schmid · Ewald Walch | Zvezna republika Nemčija Wolfgang Winkler Fritz Nachmann |

### Ženske
| Tekma  | Zlato         | Srebro            | Bron              |
| Enosed | Erica Lechner | Christina Schmuck | Angelika Dünhaupt |